# Komlósi Ildikó
Komlósi Ildikó (Békésszentandrás, 1959. március 22. –) Kossuth-díjas magyar opera-énekesnő (mezzoszoprán), a Halhatatlanok Társulatának örökös tagja. 
Tíz éven át a budapesti Opera tagja volt. A nemzetközi zenei életbe az 1986-ban megrendezett Pavarotti-énekverseny győzteseként robbant be. 1994 óta „szabadúszó” énekesnő.

## Élete
Hatévesen kezdte magánúton zongoratanulmányait, 1973 és ’78 között a szarvasi Állami Zeneiskolában folytatta, a gimnáziumba is a városban járt. A négyéves konzervatóriumot két év alatt, 1978–80 között végezte el Szegeden a pályaválasztását meghatározó Berdál Valériánál. Operaénekesi diplomáját 1984-ben szerezte a Zeneakadémián Ónody Márta és Mikó András növendékeként, majd Londonban folytatta tanulmányait Rózsa Veránál. 1987–88-ban a La Scala stúdiójában vett részt posztgraduális képzésben.
Az utolsó akadémiai évben szerződtette az Operaház, ahol először 1983. február 13-án lépett fel a Parsifal althangjaként. A budapesti Operának 1994-ig volt tagja, azóta visszatérő vendégművésze. A 2015–16-os évadban a kamaraénekesi címet is megkapta.
1982-ben a Karlovy Vary-i versenyen I. díjat kapott, a ’s-Hertogenboschin második helyezést ért el. Nemzetközi karrierje 1986-ban indult a Pavarotti-énekverseny megnyerésével. A díjjal járó fellépésén Verdi Requiemjében énekelhetett Luciano Pavarotti partnereként Lorin Maazel vezényletével. 
A világ minden jelentős operaházában szerepelt. 1989-ben debütált a Bécsi Állami Operában. A New York-i Metropolitanben eddig huszonötször lépett fel. A veronai Aréna, a drezdai Semperoper és a londoni Covent Garden visszatérő vendége. 2006-ban a milánói Scalában Angela Merkel, Giorgio Armani és Marco Materazzi előtt énekelt. 
A kékszakállú herceg vára Juditjának egyik legavatottabb tolmácsolójaként tartják ma számon a világban, de repertoárján Donizetti koloratúrszerepei éppúgy megtalálhatóak, mint Mozart és Richard Strauss operái. Parádés szerepe az Aïda Amnerise is. 2017-ben Luca Francesconi Honoré de Balzac nyomán írt Trompe-la-Mort c. művének ősbemutatóján szerepelt Párizsban.

## Szerepei
- Bartók Béla: A kékszakállú herceg vára – Judit
- Georges Bizet: Carmen – címszerep
- Francesco Cilea: Adriana Lecouvreur – Bouillon hercegné
- Pjotr Iljics Csajkovszkij: Az orléans-i szűz – Jeanne d’Arc
- Gaetano Donizetti: A kegyencnő – Léonor di Guzman
- Gaetano Donizetti:Anna Bolena – Jane Seymour
- Gaetano Donizetti:  Devereux Róbert – Sarah
- Gaetano Donizetti: Lucrezia Borgia – Maffio Orsini
- George Enescu: Oidiposz – A Szphinx
- Erkel Ferenc: Bánk bán – Gertrúd
- Luca Francesconi: Trompe-la-Mort – Asie
- Pietro Mascagni: Parasztbecsület – Santuzza
- Jules Massenet: Werther – Charlotte
- Wolfgang Amadeus Mozart:  A varázsfuvola – Harmadik hölgy
- Wolfgang Amadeus Mozart: Così fan tutte – Dorabella
- Wolfgang Amadeus Mozart:Figaro lakodalma – Cherubino
- Wolfgang Amadeus Mozart: Titus kegyelme – Sextus
- Amilcare Ponchielli: La Gioconda – Laura Adorno
- Szergej Szergejevics Prokofjev: Eljegyzés a kolostorban – Clara d’Almanza
- Giacomo Puccini: Angelica nővér – A hercegnő
- Henry Purcell: Dido és Æneas – Dido
- Richard Strauss: Salome – Heródiás
- Richard Strauss: Elektra – Klytaimnestra
- Richard Strauss: A rózsalovag – Octavian Rofrano
- Richard Strauss: Ariadné Naxoszban – A Komponista
- Richard Strauss: Az árnyék nélküli asszony – Dajka
- Igor Stravinsky: Œdipus Rex – Iocaste
- Giuseppe Verdi:Aida – Amneris
- Giuseppe Verdi: A végzet hatalma – Preziosilla
- Giuseppe Verdi: Don Carlos – Eboli hercegnő
- Giuseppe Verdi:  Nabucco – Fenena
- Richard Wagner: Parsifal – Kundry; Althang
- Richard Wagner:  Tannhäuser – Vénusz

## Felvételei

### CD
- Richard Strauss : Ariadne auf Naxos (CD) (Elisabeth-Maria Wachutka, Alan Woodrow, Aline Kutan • Orchestra del Teatro di San Carlo, Napoli • Gustav Kuhn) ARTE NOVA, 2000, Élő Felvétel
- Giuseppe Verdi : Requiem (CD) (Lukács Gyöngyi, Gianni Mongiardino, Edzard Crafts • Iceland Opera Choir • Iceland Symphony Orchestra • Rico Saccani) ARSIS CLASSICS 2000, Élő Felvétel
- Bartók Béla: A kékszakállú herceg vára (CD) Polgár László • Budapesti Fesztiválzenekar • Fischer Iván) DECCA CLASSICS, 2003

### DVD
- W. A. Mozart : Requiem (DVD) (Cecilia Gasdia, José Carreras, Ruggero Raimondi • Sarajevo Philharmonic Orchestra • Zubin Mehta) National Library of Sarajevo • IMAGE ENTERTAINMENT 1994
- Gaetano Donizetti : Roberto Devereux (DVD) (Alexandrina Pendatchanska, Giuseppe Sabbatini, Roberto Servile • Orchestra Teatro di San Carlo, Napoli) Teatro San Carlo di Napoli • Teatro di San Carlo •  IMAGE ENTERTAINMENT 2000
- Richard Strauss : Der Rosenkavalier (DVD) (Pier Luigi Pizzi, Elizabeth Whitehouse, Daniel Williams • Orchestra Teatro Massimo di Palermo) Teatro Massimo di Palermo • IMAGE ENTERTAINMENT 2000
- Giuseppe Verdi : Aida (DVD) (Norma Fantini, Marco Berti, Mark Doss • Orchestra and Choir of La Monnaie-De Munt • Kazushi Ono • Robert Wilson) Theatre La Monnaie di Bruxelles • OPUS ARTE 2006
- Giuseppe Verdi: Aida (DVD) (Violeta Urmana, Roberto Alagna, Giorgio Giuseppini, Carlo Guelfi, Marco Spotti • Riccardo Chailly • Franco Zeffirelli) Teatro alla Scala • DECCA 2007
- A. Ponchielli: La Gioconda (CD • DVD) (Andrea Gruber, Marco Berti, Alberto Mastromarino, Carlo Colombara, Elisabetta Fiorillo • Donato Renzetti • Pier Luigi Pizzi) Arena di Verona • DYNAMIC 2005

## Díjai, elismerései
- A Magyar Érdemrend középkeresztje (2014)
- Kossuth-díj (2016)
- Örökös tag a Halhatatlanok Társulatában (2023)